# Faye Disc
Faye Disc è un EP del 1994 della cantante pop cinese Wang Fei, conosciuta musicalmente anche come Faye Wong.

## Tracce
1. Reminiscence is a Red Sky (Wui Yik See Hoong Sik Teen Hoong)
Il ricordo è un cielo rosso
2. Only Me (Zhi You Wo Zi Ji)
Solo io
3. 冷戰
Guerra fredda
4. Because I Love Faye
Perché io amo Faye